# Ernest Strobino

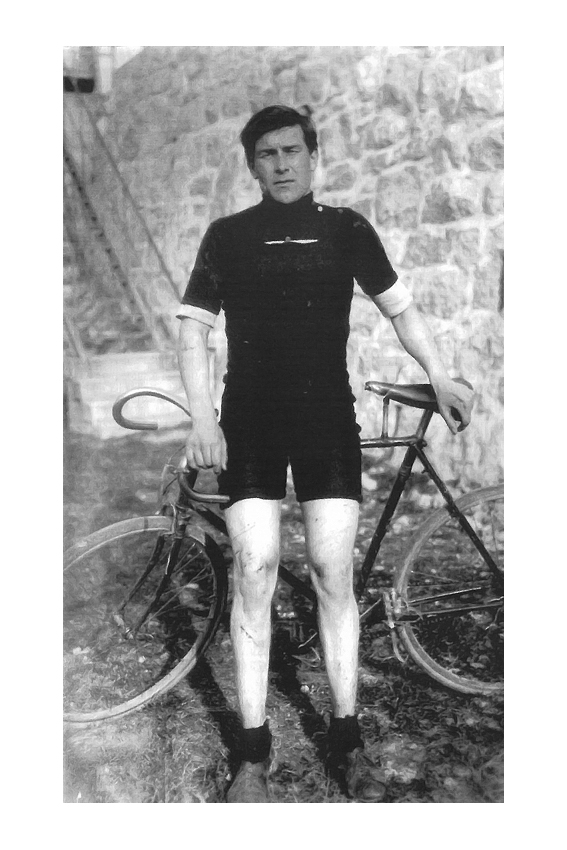
Ernest Strobino (1925)

Ernest Strobino (* 14. Februar 1904 in Carouge; † 8. Juni 1994 in Chêne-Bougeries) war ein Schweizer Radsportler.

## Sportliche Laufbahn
Ernest Strobino fuhr für den Genfer Verein VC Lancy, ebenso sein Bruder René. 1925 und 1926 wurde er Schweizer Meister im Querfeldeinrennen. 1925 belegte er bei inoffiziellen Querfeldein-Weltmeisterschaften in Paris Rang zwei.
Schon Strobinos Vater Edouard war Radsportler und belegte 1896 bei der Tour du Lac Léman den dritten Platz; auch sein Sohn Michel war als Rennfahrer aktiv.

## Erfolge – Querfeldeinrennen
1925
- Schweizer Meister

1926
- Schweizer Meister